# Чулпан (Западно-Казахстанская область)
Чулпан — бывшее село в Зеленовском районе Западно-Казахстанской области Казахстана. Входило в состав Рубежинского сельского округа. Упразднено в 2011 году.

## Население
По данным 1999 года, в селе не было постоянного населения. По данным переписи 2009 года, в селе проживал 21 человек (13 мужчин и 8 женщин).